# Dormició de la Mare de Déu: Tres apòstols
Dormició de la Mare de Déu: Tres apòstols és una talla en alabastre de Damià Forment datada entre el 1534 i 1537 que actualment forma part de la col·lecció permanent del Museu Nacional d'Art de Catalunya.

## Història
En el testament que va redactar el 1544, Jeroni Descoll (a qui no s'ha de confondre amb el seu pare, homònim i vicecanceller del Consell d'Aragó entre el 1548 i el 1553) manifestava la voluntat de ser enterrat a la capella «del sepulchra de la gloriosa Verge Maria», espai que ell mateix havia manat construir a l'església de Sant Miquel de Barcelona. La Dormició, a la qual pertanyen aquests Tres apòstols, fou atribuïda a un escultor italià desconegut, i també a Martín Díez de Liatzasolo.
No fou fins al 1992 que Joan Bosch va esmentar el taller de Damià Forment com l'autor de l'obra. També se sap que el 1535 Enric de Borgonya, col·laborador habitual del taller formentià, treballava en l'obra. Forment va romandre a Catalunya, amb intermitència, entre els anys 1525 i 1537, una estada durant la qual va poder conèixer obres de Bartolomé Ordóñez i Giovanni da Nola, cosa que va marcar un canvi en el seu estil, tal com demostra el retaule major de la catedral de Santo Domingo de la Calzada. La Dormició barcelonina és clau per entendre l'evolució en la poètica de l'escultor. Cal assenyalar, però, que el grup és molt desigual, i això es deu a un parell de factors: el treball dels ajudants, entre els quals es poden identificar Gregorio Pardo i l'esmentat Enric de Borgonya; i les vicissituds que va patir l'obra anys abans que l'església fos enderrocada el 1868,
com ara que la Mare de Déu es va substituir per una imatge de Crist i que es va afegir almenys la figura d'un apòstol.